# Pepsi Football Academy
Pepsi Football Academy – akademia piłkarska, założona w 1992 i działająca w Lagos, której sponsorem jest marka napojów gazowanych Pepsi. Szkółka ma siedzibę w Nigerii, zaś stadion na którym odbywają się treningi drużyny to Agege Stadium. Corocznie w szkole gości ok. 3000 studentów-piłkarzy. W 2012 szkółka obchodziła 20-lecie istnienia.

## Wychowankowie PFA
- Onyekachi Apam
- John Obi Mikel[2]
- Joseph Akpala
- Uwa Elderson Echiéjilé
- Isaac Promise
- /  Peter Odemwingie
- Sunday Mba
- Solomon Okoronkwo